# Акайдар (Туркестанская область)
Акайдар (каз. Ақайдар, до 2000 г. — Кызылканат) — село в Толебийском районе Туркестанской области Казахстана. Входит в состав Киелитасского сельского округа. Находится примерно в 6 км к юго-западу от центра города Ленгер. Код КАТО — 515848200.

## Население
В 1999 году население села составляло 941 человек (471 мужчина и 470 женщин). По данным переписи 2009 года, в селе проживали 1142 человека (570 мужчин и 572 женщины).